# The Motor City Machine Guns
The Motor City Machine Guns es una pareja de lucha libre profesional formada por Alex Shelley y Chris Sabin que trabaja en WWE para su marca SmackDown. Actualmente ostentan los Campeonatos en Parejas de WWE.
Destacaron por su trabajo en la compañía estadounidense Total Nonstop Action Wrestling (TNA), además de Ring of Honor (ROH), New Japan, entre otras. El nombre del equipo, el cual cambió entre Motor y Murder City, es un "play off" del sobrenombre de Detroit, Míchigan, el lugar de origen de ambos luchadores.

## Carrera
Shelley y Sabin empezaron a formar como equipo en la Pro Wrestling ZERO1-MAX en el 2006. El 25 de agosto arrebataron los títulos de campeones a Skull and Bones (Minoru Fujita & Ikuto Hidaka), reteniendolos cerca de dos años, antes de que Fujita y su nuevo compañero, Takuya Sugawara, los recuperaran. Después de volver Stateside, el dúo hizo apariciones en circuitos independientes como la Pro Wrestling Guerrilla y Ring of Honor bajo el sobrenombre de Motor City Machine Guns y Murder City Machine Guns respectivamente hasta que la liga que querían, Total Nonstop Action Wrestling (TNA) les reclutara para que dejaran de pelear para circuitos independientes.
Eso no se hizo realidad hasta que en abril de 2007 el equipo debutó en TNA, donde fueron contratados como luchadores por separado en la X Division. Después de medirse contra cada uno en un Xscape match en el pay-per-view anual; Lockdown se convirtieron regulares en el tag team division, primero usando el nombre de Murder City, antes de que fuera cambiado a Motor City. En un episodio de TNA Today Shelley implicó que eso era contra el equipo que deseaban, diciendo que "Murder City" era el nombre real, y "Motor City" era la versión PG. Después de estar juntos por una semana en TNA, Kevin Nash—quien ya había tenido una historia con ambos hombres—fue traída dentroa como un mánager, acabando su previa alianza con Jay Lethal y Sonjay Dutt en el proceso, de todas formas, su asociación con el grupo fue vivida cortamente.
El equipo continuó trabajando en promociones independientes en paralelas con su trabajo en TNA, obteniendo una corrida por los Tag Team Championship de la basada Illinois All American Wrestling entre septiembre de 2007 y enero de 2008. En noviembre, cuando los Team 3D (Hermanos Ray y Devon) de TNA empezó un feudo con X Division como en su totalidad, Shelley y Sabin empezaron su principal oposición. Durante el feudo, por el cual Sabin y Shelley estaban unidos por el X Division Champion Jay Lethal mientras Johnny Devine fue puesto con Team 3D, los heels robaron el cinturón del X Division championship, antes de que Devine ganó el título fuera de derecho. En Against All Odds Sabin, Shelley, y Lethal ganaron un Street Fight con la existencia de la X Division como su totalidad en juego. En adición, su victoria puso un requerimiento en los hermanos Ray y D-Von que tenían que perder peso hasta ser menor de 275 libras en orden para competir.
En abril de 2008, MCMG volvieron a Ring of Honor, perdiendo ante the Age of the Fall (Tyler Black y Jimmy Jacobs) y derrotando a los Briscoe Brothers (Jay y Mark) el 18 y 19 de ese mismo mes.
En Turning Point pelearon contra Beer Money, perdiendo después de que cubrieran a Sabin. En Lockdown, Shelley & Sabin lograron retener con éxito el Campeonato Junior Peso Pesado en Parejas de la IWGP frente a The Latin American Xchange y No Limit. En Turning Point se enfrentaron a los Campeones Mundiales en Pareja de la TNA The British Invasion (Brutus Magnus & Doug Williams) y Beer Money, Inc. (Robert Roode & James Storm), pero retuvieron los campeones y en Final Resolution se enfrentaron a British Invasion, pero no lograron ganar. Tras esto, empezaron un feudo con Generation Me al ser derrotados por ellos en su debut el 4 de enero, enfrentándose en un Ultimate X match en Destination X por una oportunidad por el Campeonato Mundial en Parejas de la TNA, ganando Shelley & Sabin. Tras retenerla en dos ocasiones ante Team 3D, se enfrentaron en iMPACT a Matt Morgan & Amazing Red, reteniendo Morgan & Red. En Lockdown se enfentaron en un Xcape Match ante Brian Kendirkc y Homicide, ganando Homicide al escapar de la estructura. Tras esto, empezaron un breve feudo con Beer Money, enfrentándose en Sacrifice a ellos y a Team 3D por una oportunidad por el Campeonato Mundial en Parejas, ganando la lucha.
Tras esto, debido a que Eric Bischoff dejó vacante el título, Shelley & Sabin lucharon en Victory Road contra los ganadores de un torneo para determinar a los retadores, ganando Beer Money. Ambos equipos se enfrentaron en el evento por los títulos, ganando The Motor City Machine Guns, ganando su primer título en parejas. Tras esto, ambas parejas se enfrentaron durante un mes en un Best of Five Series match, enfrentándose en un Ladder match, Street Fight match, Steel Cage match y Ultimate X Match, ganando Beer Money os dos primeros y The Motor City Machine Guns los dos segundos. A causa del empate, ambas parejas se enfrentaron el 12 de agosto en The Whole F*n Show en un 2 out 3 Falls match con los títulos en juego, ganando The Motor City Machine Guns el encuentro.
Tras esto, empezaron un feudo con London Brawling (Magnus & Desmond Wolfe), pero en No Surrender defendieron los títulos ante Generetion Me. Tras retener los títulos, Generation Me cambió a heel, atacando a The Motor City Machine Guns, empezando un feudo que les llevó a una lucha en Bound for Glory, donde Generation Me fueron derrotados. Luego, Team 3D les propuso una lucha de retiro en Turning Point por sus títulos, la cual aceptaron. En Turning Point, The Motor City Machine Guns derrotaron a Team 3D en su última lucha, reteniendo los títulos. Tras esto, continuaron su feudo con generation Me, peleándose en Reaction en la Impact Zone. Finalmente, ambas parejas se enfrentaron en Final Resolution en un Full Metal Mayhem match, el cual fue ganado por The Motor City Machine Guns.

### 2011-2012
En ese mismo evento, Beer Money, Inc. ganaron una oportunidad por el Campeonato Mundial en Parejas de la TNA, empezando un feudo con The Motor City Machine Guns, enfrentándose en Genesis, donde Beer Money les derrotó, ganando los títulos. Después perdieron su revancha para recuperar su título. Luego Chris Sabin tuvo una oportunidad para ser el contendiente #1 para el Campeonato de División X pero perdió. Tras esto, Shelley sufrió una lesión que le mantuvo algunos meses inactivo. Durante este tiempo, Sabin pasó a luchar en la División X. El 28 de abril, durante un combate entre Sabin y Anarquía en Impact Wrestling, Shelley hizo su regreso, pero Sabin sufrió una lesión en la rodilla le mantuvo inactivo un año entero. 
Finalmente, Sabin hizo su regreso en Impact Wrestling el 5 de abril de 2012, derrotando a Mexican America, aplicánadole Sabin su "Cradle Shock" a Anarquía. Tras esto, retaron a los Campeones Mundiales en Parejas Samoa Joe & Magnus por los títulos, a lo cual aceptaron. En Lockdown, ambas parejas se enfrentaron en un Steel Cage match, pero fueron derrotados. Durante el siguiente mes, The Motor City Machine Guns no aparecieron en Impact Wrestling, pero siguieron trabajando en los house shows de TNA. Finalmente, el 29 de mayo, Shelley abandonó TNA al no querer renovar su contrato, disolviendo el equipo.

### 2020–presente
El 18 de julio de 2020, en  Slammiversary, Motor City Machine Guns regresó a Impact Wrestling y derrotó a The Rascalz (Zachary Wentz y Dezmond Xavier) después respondiendo a su desafío abierto en  Slammiversary. Más tarde en la noche, desafiaron Campeonato en Parejas de Impact The North para el próximo episodio de Impact.
En Against All Odds, Sabin derrotó a Trey ganando el Campeonato de la División X por novena vez; mientras que esa misma noche, Shelley venció a Steve Maclin, ganando el Campeonato Mundial de Impact por primera vez en su carrera. Luego de un feudo con Lio Rush, Sabin ganaría por décima vez el Campeonato de la División X en el show número 1000 de Impact.

### WWE (2024-presente)
En octubre de 2024, The Motor City Machine Guns fueron anunciados como nuevo tag team de WWE. Tuvieron su debut en la edición del 18 de octubre de SmackDown en una lucha por el torneo por los contendores número 1 por el Campeonato de Parejas de WWE, derrotando a A-Town Down Under (Austin Theory & Grayson Waller) y The Garzas (Ángel & Berto).
Una semana más tarde, derrotaron en la final a #DIY (Johnny Gargano & Tommaso Ciampa), ganándose una lucha titular. Sorpresivamnete, tras la victoria de MCMG, apareció The Bloodline para confrontarlos, propiéndoles que el combate se realizara de inmediato. Shelley & Sabin aceptaron, derrotando, finalmente a Tama Tonga & Tonga Loa para obtener los cinturones.

## En lucha

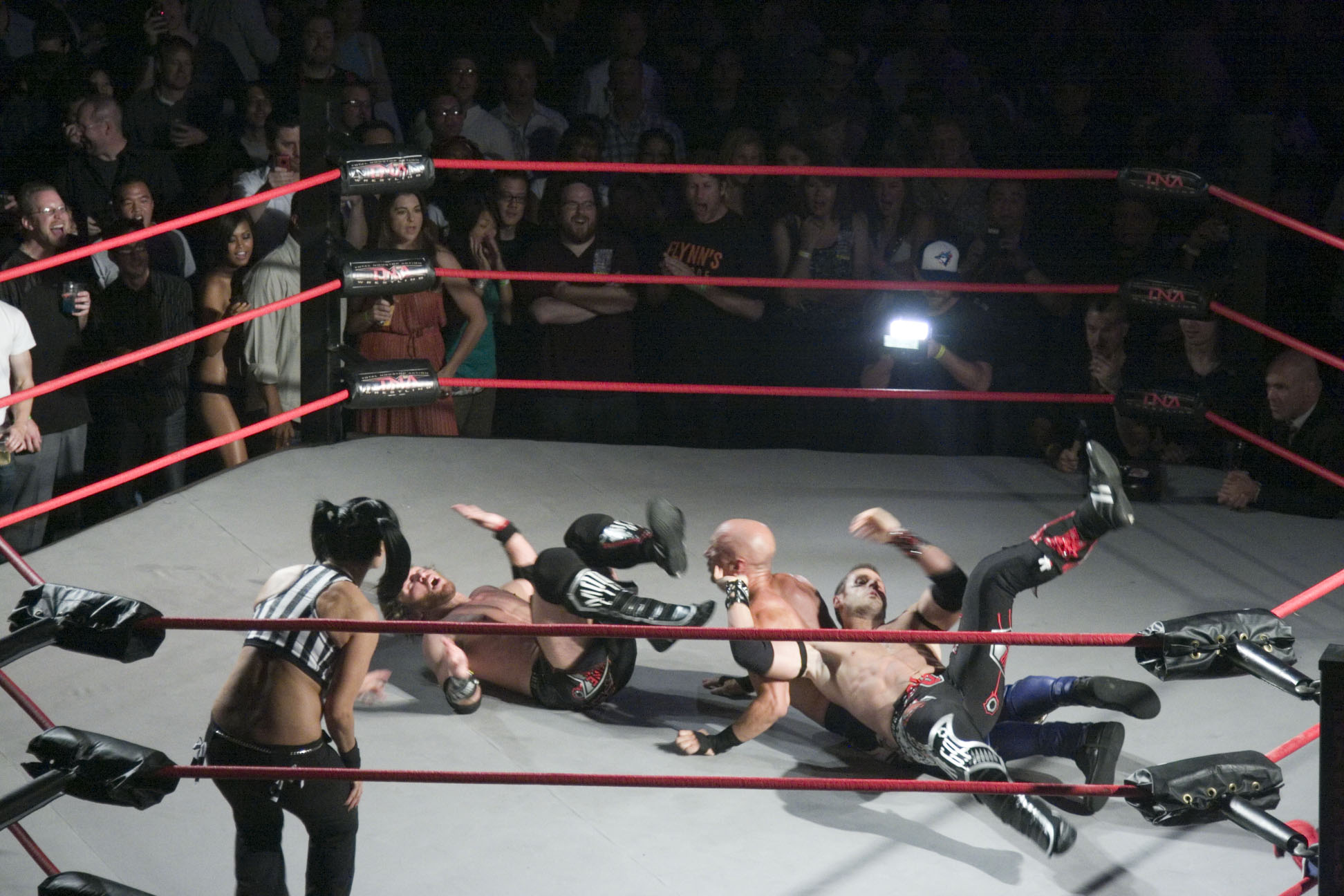
Shelley y Sabin luchando contra Christopher Daniels.

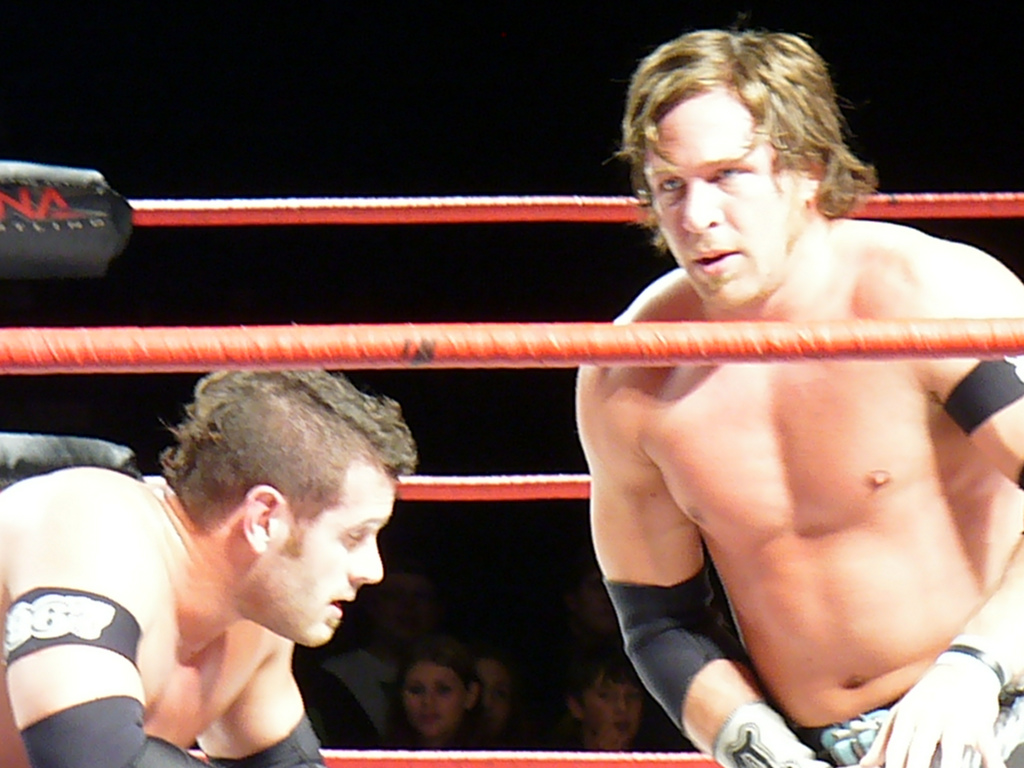
Shelley y Sabin en un house show en 2008.

- Movimientos finales
  - ASCS Rush[25] (Spinning sole kick de Sabin seguida de superkick de Shelley y finalizado con combinación de jumping enzuigiri de Sabin y superkick de Shelley)
  - Made in Detroit (Combinación de Sliced Bread #2 (Springboard backflip three-quarter facelock falling inverted DDT) de Shelley y sitout powerbomb de Sabin)
  - Skull and Bones (Combinación de neckbreaker slam de Sabin y diving crossbody de Shelley)
  - Combinación de standing powerbomb de Sabin y double knee backbreaker de Shelley - 2006-2007

- Movimientos de firma
  - Motor City Machineguns Sandwich (Combinación de running arched big boot de Sabin y enzuigiri de Shelley a un oponente arrinconado)
  - Thunder Express (Combinación de inverted sitout side front slam de Shelley y running cutter de Sabin)
  - Bullet Point (Baseball slide de Shelley seguido de running delayed low-angle dropkick de Sabin a un oponente en posición Tree of Woe)
  - Air Raid (Combinación de diving double foot stomp de Shelley y fireman's carry takeover de Sabin sobre las rodillas de Shelley)
  - Combinación de standing inverted Indian deathlock surfboard de Shelley y springboard leg drop bulldog de Sabin
  - Combinación de Irish whip de Sabin y side belly to belly suplex de Shelley a un oponente de pie contra otro oponente en posición Tree of Woe
  - Combinación de spinning legsweep de Sabin y spinning heel kick de Shelley
  - Combinación de reverse STF de Shelley y running dropkick de Sabin
  - Combinación de kneeling backbreaker rack de Sabin y diving knee drop de Shelley
  - Combinación de reverse STO de Shelley y jumping enzuigiri de Sabin
  - Combinación de reverse STO de Shelley y springboard dropkick de Sabin
  - Combinación de electric chair drop de Sabin y missile dropkick de Shelley
  - Double o stereo enzuigiri
  - Double superkick a un oponente sentado o arrodillado
  - Kneeling side slam de Sabin seguido de frog splash de Shelley
  - Aided tornado DDT
  - Aided standing backflip three-quarter facelock falling inverted DDT
  - Poetry in motion

- Managers
  - Kevin Nash

## Campeonatos y logros
- WWE

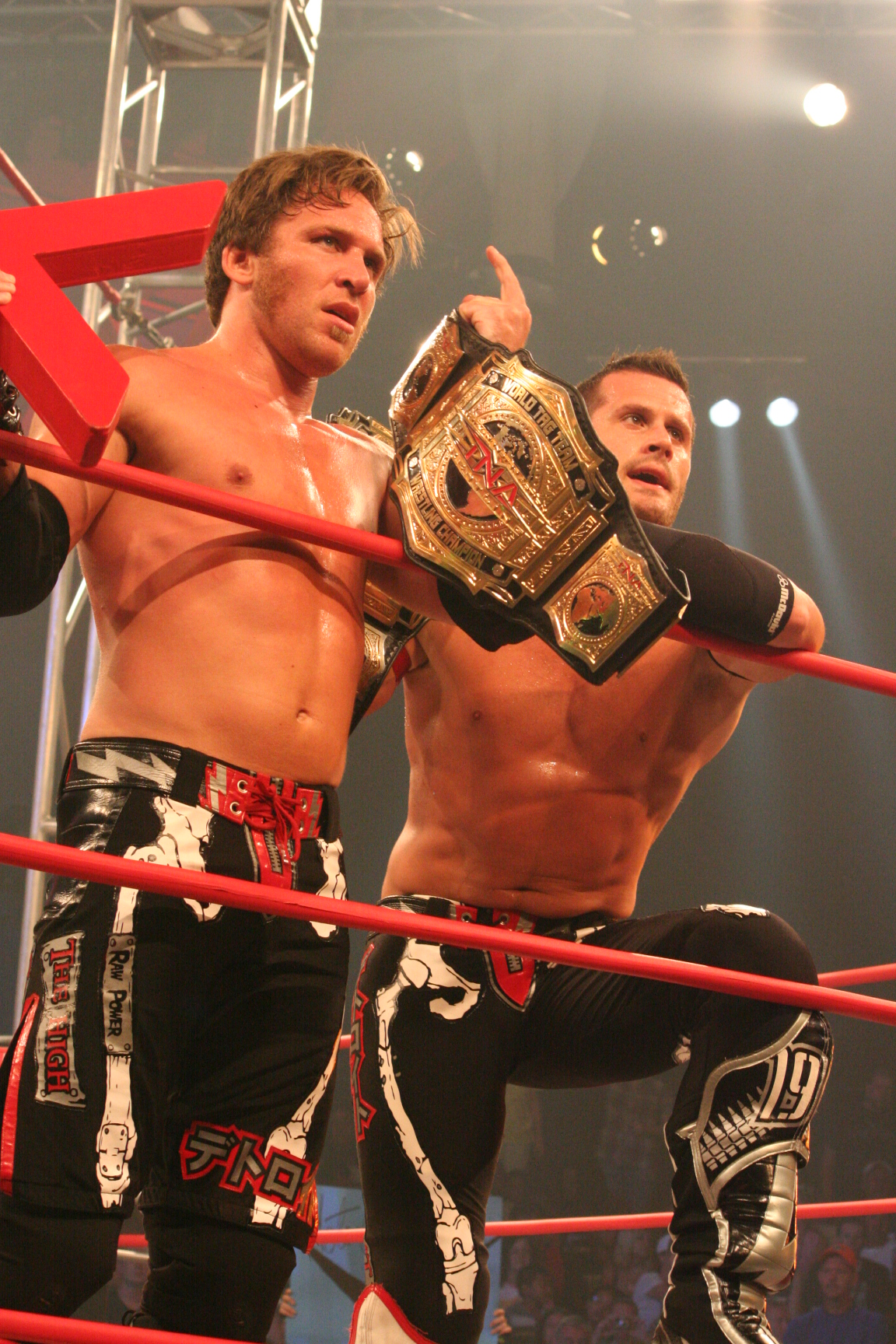
Sabin y Shelley como Campeones Mundiales en Parejas de TNA en 2010.

  - WWE Tag Team Championship (1 vez)
- All American Wresting
  - AAW Tag Team Championship (1 vez)[9]
- Game Changer Wrestling
  - GCW Tag Team Championship (1 vez)

- Pro Wrestling ZERO1-MAX
  - ZERO-1 MAX International Lightweight Tag Team Championship (1 vez)[3]

- New Japan Pro Wrestling
  - IWGP Junior Heavyweight Tag Team Championship (1 vez)
  - NJPW STRONG Openweight Tag Team Championship (1 vez)
- Ring of Honor
  - ROH World Tag Team Championship (1 vez)

- Total Nonstop Action Wrestling / Impact Wrestling
  - Impact World Championship (1 vez) – Shelley (1 vez)
  - TNA/Impact X Division Championship (5 veces) - Sabin (4) y Shelley (1)
  - TNA/Impact World Tag Team Championship (3 veces)
  - Triple Crown Championship - Shelley (décimo)
  - TNA/IMPACT Year End Awards (2 veces)
    - Tag Team of the Year (2007)[26]
    - Moment of the Year (2020) – returning to Impact at Slammiversary, shared with the other returns and debuts that night[27]

- Pro Wrestling Illustrated
  - Equipo del año (2010)[28]

- Wrestling Observer Newsletter
  - Situado en el Nº9 del WON Mejor pareja de la década (2000–2009)[29]
  - Lucha 5 estrellas (2025) vs. The Street Profits vs. #DIY  en SmackDown el 25 de abril de 2025